# Pas besoin de permis
 (décembre 2014).
Si vous disposez d'ouvrages ou d'articles de référence ou si vous connaissez des sites web de qualité traitant du thème abordé ici, merci de compléter l'article en donnant les références utiles à sa vérifiabilité et en les liant à la section « Notes et références ».
Singles de Vanessa Paradis
Mi amor 
 (octobre 2013)
Pas besoin de permis est le 33e single de Vanessa Paradis. Il est écrit et composé par Benjamin Biolay que l'on entend sur le morceau en featuring.
Cette chanson inédite est interprétée par le duo pour la première fois lors du concert de Vanessa Paradis à Toulouse le 25 juin 2014 dans le cadre de sa tournée d'été Love Songs Tour, puis sur certaines autres dates de la tournée.
La chanson, enregistrée en version studio est lancée en radio le 22 septembre 2014 et disponible en téléchargement légal. Il s'agit du premier extrait de l'album live Love Songs Tour publié le 23 novembre 2014.
La photo de la pochette du single est réalisée par le duo de photographe M/M.
Le titre se classe 35e des meilleures ventes de singles en France[réf. nécessaire].

## Prestations TV
- 24 novembre 2014 - Le Grand Journal (Canal+) - en version live
- 27 novembre 2014 - C à vous (France 5)  - en version live

## Le clip
Le clip de la chanson est réalisé par M/M à partir de photos des répétitions et concerts du Love Songs Tour.